# Campionati europei di 49er & 49er FX 2009
I Campionati europei di 49er & 49er FX 2009 si sono svolti a Zadar, in Croazia, dal 29 agosto al 5 settembre.

## Podi
| Evento | Oro                                      | Argento                                  | Bronzo                                  |
| 49er   | Italia Pietro Sibello Gianfranco Sibello | Regno Unito Paul Brotherton Mark Asquith | Austria Nico Delle Karth Nikolaus Resch |

## Medagliere
| Posiz. | Nazione     | Oro | Argento | Bronzo | Totale |
| ------ | ----------- | --- | ------- | ------ | ------ |
| 1      | Italia      | 1   | 0       | 0      | 1      |
| 2      | Regno Unito | 0   | 1       | 0      | 1      |
| 3      | Austria     | 0   | 0       | 1      | 1      |
| Totale | Totale      | 1   | 1       | 1      | 3      |